# Зоран Драгић
Зоран Драгић (Љубљана, 22. јун 1989) словеначки је кошаркаш. Игра на позицији бека, а тренутно наступа за Билбао. Његов старији брат Горан је такође кошаркаш.

## Клупска каријера
Драгић је на почетку каријере играо у словеначким нижелигашима Илирији и Јанче СТЗ. Од 2006. до 2010. наступао је за Геоплин Слован а у октобру 2010. потписао је за Крку. У екипи Крке је провео наредне две сезоне и за то време је освојио ФИБА Еврочеленџ 2011. године и два првенства Словеније 2011. и 2012. године.
У августу 2012. потписао је двогодишњи уговор са шпанском Уникахом. У јулу 2014. потписао је нови уговор са клубом из Малаге. Међутим, након добрих партија на Светском првенству 2014, Финикс санси су показали интересовање за њега. Пошто је Драгић већ потписао нови уговор са Уникахом, морао је сам да плати одштету клубу од 770,000 евра како би постао слободан играч. Након тога је званично потписао уговор са Финиксом. У фебруару 2015. је заједно са братом Гораном мењан у Мајами хит. Током марта 2015. кратко је био на позајмици у Су Фолс скајфорсима члану НБА развојне лиге. У последњој утакмици регуларне сезоне, против Филаделфија севентисиксерса, Драгић је постигао 22 поена што му је рекорд НБА каријере. У јулу 2015. мењан је у Бостон селтиксе. Већ следећег месеца Селтикси га отпуштају, а он се након тога враћа у Европу и потписује двогодишњи уговор са Химкијем. Након једне сезоне је напустио Химки и прешао у Олимпију из Милана. Са екипом из Милана је освојио два Суперкупа и један Куп Италије. 
У сезони 2017/18. био је играч Анадолу Ефеса и са њима је освојио Куп Турске. Ипак за Ефес је играо само до фебруара 2018. када је повредио лигаменте колена због чега је пропустио остатак сезоне. Почетком јануара 2019, након одрађеног пробног периода, Драгић је потписао уговор са италијанским прволигашем Трстом. Сезону 2019/20. почео је у немачком Улму, али је у јануару 2020. прешао у шпанску Басконију. Са Басконијом је освојио титулу првака Шпаније у сезони 2019/20, након чега је продужио уговор на још једну сезону.
Крајем октобра 2021. потписао је уговор са Жалгирисом до краја сезоне. У литванском клубу је био до 31. децембра исте године када је отпуштен. У јануару 2022. вратио се у словеначку кошарку и потписао уговор са Цедевита Олимпијом. У Цедевити је провео наредне две и по године и учествовао је у освајању три титуле првака Словеније и три Купа. У августу 2024. потписао је за шпански Билбао.

## Репрезентација
Драгић је са сениорском репрезентацијом Словеније играо на Европским првенствима 2011, 2013, 2015. и 2022, на Светским првенствима 2014. и  2023. и на Олимпијским играма 2020. у Токију.

## Успеси

### Клупски
- Крка:
  - Еврочеленџ (1): 2010/11.
  - Првенство Словеније (2): 2010/11, 2011/12.
  - Суперкуп Словеније (2): 2010, 2011.
- Олимпија Милано:
  - Куп Италије (1): 2017.
  - Суперкуп Италије (2): 2016, 2017.
- Анадолу Ефес:
  - Куп Турске (1): 2018.
- Басконија:
  - Првенство Шпаније (1) : 2019/20.
- Цедевита Олимпија:
  - Првенство Словеније (3): 2021/22, 2022/23, 2023/24.
  - Куп Словеније (3): 2022, 2023, 2024.

### Појединачни
- Најкориснији играч финала Првенства Словеније (1): 2010/11.

## Остало
Зорану Драгићу је уручена Медаља заслуга за народ од стране председника Републике Српске Милорада Додика.